# アフリカの太陽
『アフリカの太陽』（アフリカのたいよう）は、たがみよしひさによる日本の漫画作品。徳間書店の漫画雑誌『リュウ』および『少年キャプテンセレクトVol.1』において連載された。Sect.1は『リュウ』1983年9月号、Sect.2は『リュウ』1984年1月号、Sect.3は『少年キャプテンセレクトVol.1』1991年に掲載、単行本化にあたり最終話のSect.4が描きおろしされている。全4話。

## 概要
呪術師・巫子神太陽（以下バプー）、傭兵・朽木三郎、ゴルの最後の戦士とされた九鬼真之介（以下真之介）が中心となりボツワナ・ナミビアおよび日本を舞台に活躍する戦争アクション漫画およびファンタジー漫画。
Sect.2と3の執筆期間がかなり開いた分、物語中でも5年以上が経過した設定になっており、登場人物の髪形や容姿などが変更されている。またキャラクターはバプーが3頭身で描かれている以外は全てリアル頭身で描かれており、シーン別にリアル頭身とデフォルメを描き分けるたがみワールドとはまた違った特徴を持つ。
『フェダーイン:戦士（以下フェダーイン）』は朽木がメインに活躍する物語で姉妹作という位置付けである。また本作のSect.1はフェダーインVol.2序盤で朽木がイースト・ボンバー（以下ボンバー）の捜索を依頼されるストーリーのスピンオフであり、フェダーインで描かれなかったボンバーの活躍を知ることが出来る。朽木は他に『NERVOUS BREAKDOWN』にも登場している。

## ストーリー
Sect.1
FNLAを除隊しパリにやってきた朽木とボンバーは、元トルコ空軍士官の依頼に入る前にゴル族の女戦士ラルウとノオマにナミビアでの部族の復讐を依頼される。親密になった4人はアメリカ人と乗り合いの飛行機でナミビアに向かうが、謎の組織の銃撃を受けボツワナに不時着してしまう。朽木達は何とか謎の組織を抑えこみ、ゴルの族長の息子・バプーと接見することが出来たが、その夜に謎の組織の襲撃に遭い、飛行機銃撃の真相を知る。
Sect.2
場所は東京。ある夜、真之介のマージャン仲間・米原が謎の転落死を遂げた。死因は不明だったものの調査する気もなく何事も無かったかの様に普通の暮らしを送る真之介だったが、ある日恋仲にあった野中麗子が虚ろになりながら呪文のようなものを口ずさむのを聞いた。その呪文を行きつけのバー・イルで口ずさむと、ゴルの言葉だというバプーと出会う。「暗黒神ビ・ホーを目覚めさせる呪文」だと聞いて差別用語の人かと思って聞き流していたが、次の日偶然にも?真之介のアパートの隣の部屋にバプーとノオマが事態の収拾のために引っ越してきた。
Sect.3
“あの忌まわしい出来事”から5年以上が経った。真之介は居候の主、直子から友人・緑が1年前にエメラルドの指輪を買ったのだが、その指輪は“痒み”があるという話を聞いた。真之介はなにか胸騒ぎがして、あの呪文をバー・イルで口ずさんだ。同時期、ノオマはドプティを使い、暗黒神ビ・ホーの娘「エメラルドのレェ・エンレン」が蘇る予言をする。後日、不可解な殺人が起きた現場跡で、運命に導かれるように真之介とバプーが再会した。殺人事件にドプティが関与していることを察知した真之介は、緑を案じて会い行った直子の身に危険を察し、急遽緑のアパートを捜索し場所を突き止めたが、時既に遅く、直子は緑によってビ・ホー復活の“生贄”となっていた。
Sect.4
ことごとくゴル族の出来事に巻き込まれる真之介は、ノオマから生地に関係なく、ゴルの心を宿した真之介がゴルの最後の戦士であることを知らされる。ことを収める唯一の方法は、暗黒神ビ・ホーと3人の娘が宿る宝石を、持ち主を殺してでも奪取しアフリカの大地に封印するのみ･･･そのことを行きつけのバー・イルで話をしていると、小学生時代の同級生で宝石店勤務の古田路子と偶然に再会する。そして東京での決戦の直前、中東紛争の収束後パリで盗難に遭ったルビーを追ってきた朽木が再び真之介とバプーの前に現れた。その後3人の娘の一人、ラアナとの戦闘で傷ついたバプーは、邪悪な街・東京を離れ、力の源・アフリカの大地でノオマ・朽木・真之介・路子と共に最後の決戦に臨むことを決意する。

## 登場人物
巫子神 太陽（みこがみ たいよう）
「太陽」は主にゴル族の言葉で太陽神を表す「バプー」で呼ばれている。民俗学者の父親はゴル族を発見し文化を教えたことで族長（ハデイア）となり、ゴル族の女性と結婚してバプーが産まれた。バプーがゴル族の女戦士（カーラ）4人と日本に行っている間に神像が盗まれ村が壊滅、自動的に族長となり、部族の復讐と暗黒神ビ・ホーの封印のために奔走する。神像の力を借りて呪術を使う呪術師であり、たまに宙に浮いて移動する。物理攻撃として槍を使うことも。当初はアフロヘアーだったが、Sect.3からはストレートヘアになっている。物語唯一の3頭身キャラで子供のように見えるが、バーで酒を飲んでいるので20歳以上だと推測される。暗黒神ビ・ホーとの最後の決戦で、自らの命と引き換えにビ・ホーを封印、神像や宝石と共にアフリカの大地に埋葬された。
九鬼真之介（くき しんのすけ）
初登場時は私立探偵事務所でアルバイトをしていた普通の男。「金にならない（依頼の無い）仕事はしない」からと、米原が謎の転落死を起こしても調査はしないほどのドライな性格。実家は寺で、仏教の神々に詳しい。米原の謎の死、そして麗子の変化をきっかけにバプーや朽木と係わり、ゴルの最後の戦士としてビ・ホー達と対決する宿命を背負う。麗子に関わった人物の中で、唯一ビ・ホーの影響を受けなかった。Sect.2ではロングヘアだったが、時を経たSect.3からは短髪のオールバック風になっている。
朽木 三郎（くつぎ さぶろう）
通称「マッド・クッキィ」。傭兵。詳しくはフェダーイン:戦士#主要な登場人物を参照。ゴル族の復讐と“ドプティ”に関わったためにゴルの戦士となり、バプーとビ・ホーの争いに加担することになる。Sect.1の後は中東に渡り傭兵をしていたようだが、その紛争の陰でちらついていたルビーが紛争収束後パリの宝石店で盗難に遭い、東京まで追ってきたことでバプー達と再会する。東京では通称を使わず、本名で行動している模様。
ゴルの女戦士（カーラ）達
バプーと共に来日していたことで、部族襲撃の難を逃れた4人の女性（パダ、チャクヤ、ラルウ、ノオマ）。現代武器を使い戦闘力はあったが、パダは謎の組織の夜襲を受け、ラルウはヴィキィを射殺しようとして返り討ちにあいそれぞれ死亡。残ったノオマはドプティを使い予知を行うなどして、最終決戦までバプーの側近として身を挺した。天涯孤独になっていたラルウはボンバーと関係を持ったことで一緒になりたかったようだ。チャクヤは生き残ったがSect.2以降は登場していない。
神野（かみの）
真之介の行きつけのバー「イル」のマスター。真之介の友人達とも親交があったようである。Sect.3でルビーの指輪をするようになってから豹変、ビ・ホーの3人娘の一人、クィ・アムナンが憑依し、路子の義兄の親・長岡にサファイヤ（レエ・チュレイ）を渡し、その指輪が姉の君子に渡ったために君子はレエ・チュレイとなった。また“暗黒の太陽”を長岡に渡す名目で、アフリカでの最終決戦での武器や人員を調達する様便宜を図った。そして東京決戦中のバプーの留守中にアパートに侵入しラァナ像とエメラルドを奪おうとしたが、ルビーの指輪を追ってきた朽木の銃撃を受ける。

### Sect.1の登場人物
下村 栄（しもむら えい）
通称「イースト・ボンバー（略称ボンバー）」。手榴弾をメインに扱うスキンヘッドの傭兵稼業屋で、朽木とFNLAで出会ってからは行動を共にしている。陽気な性格で女好きだが、素手で首を捻り殺傷するなど戦闘能力は高い。朽木以外に本名を教えていない戦場の中で、関係を持ったラルウには本名を語った。そのラルウが目の前で射殺されたことで逆上、銃弾を受けながらも（朽木に巧妙にサインを送りながら）ヴィッキィに抱きつき、朽木・バプー・ノオマ・チャクヤを逃がし自らピンを抜いた手榴弾でヴィッキィもろとも爆死した。
ヴィッキイ・ロウランド
アメリカの宝石店従業員で、なんでも言うことを聞く宝石店経営者のマーシュと、そのアルバイトのジャックを引き連れてナミビアに向かっていた。彼女は黄金のドプティ像を手に入れるため、謎の組織が太陽神バプーの像から抜いたダイヤ“アフリカの太陽”をサンプルに送ってもらった後、像とダイヤの買い付け金を持って謎の組織と接触する予定だったが、謎の組織は彼女を裏切って飛行機ごと墜落させて金とダイヤを接収しようとした。しかし朽木、ボンバーとカーラの活躍で謎の組織は壊滅しドプティを取り返したため、今度は朽木達に手のひらを返す形で像と宝石を手に入れようとした。最後はラルウを殺され逆上したボンバーの爆死に巻き込まれ死亡、持っていた“アフリカの太陽”もバプー達の元に帰った。

### Sect.2の登場人物
野中麗子（のなか れいこ）
Sect.2での九鬼の恋人。アフリカの民芸品として買った像が実は暗黒神ビ・ホーであったがために、次第にビ・ホーの意思に捕らわれ、自身に邪魔な人間を呪文で次々に殺してゆく（真之介はゴルの戦士であったため呪文は効かなかったようだ）。ビ・ホーはバプーと同等の力を持っていながらそれを隠していたため、バプーは目の前に現れた麗子が力を使うまでビ・ホーが憑いていると判明しなかった。バプーはビ・ホーを麗子ごと排除しようとしたが、ビ・ホーはすぐさま（麗子と肉体関係を持っていた）山倉涼次（やまくら りょうじ）に憑依したため、犬死にとなった。
真之介の友人達
マージャン仲間である米原（よねはら）と井沢誠（いざわ まこと）は、ひそかに麗子に好意を持っていたが、麗子は山倉に惚れて肉体関係を持っていたため（ビ・ホーの意思で）邪魔なものとして“排除”された。河村秋子（かわむら あきこ）と坂田美穂（さかた みほ）は山倉に思いを寄せていたために、やはり麗子によって殺された。麗子の死後は山倉に憑依したビ・ホーだったが、麗子の恋人だった真之介の逆上で頭を殴られ死亡。この件の終了でバプーの元にビ・ホーの像が還り、とりあえず憑依される者もいなくなった。劇中では語られていないが、麗子が真之介の前で呪文を唱えているので、山倉と付き合うため真之介も殺そうとしていた節がある。

### Sect.3の登場人物
宮本 路子（みちこ）

## 用語解説
ゴル族
ボツワナに近いナミビアの国境地帯に生息する50人弱の部族。地域分布からブッシュマンと一括りにされてしまう少数部族だが、多神教と巫子神の父親の文化供与で独自の文化圏を持っていた。バプーの父親が訪れる前から多神教でそのうちの数柱を神像化し偶像崇拝していた。しかし神像などに金や宝石が使用されていたために、貴金属価値を狙う“謎の組織”に襲われ村はバプーとカーラを残し全滅、神像なども略奪され、そのいくつかは行方不明となった。
3主神（ドプティ）
多神教のゴルの思想の中にあって「神々の中の神」と称され、万物の神々の上層に位置する3柱のことを指す。神々は太陽神“バプー”、暁紅の女神“ラアナ”、夜の女神“マドラ”と呼ばれ、その偶像を手にした者はドプティと同等の力を持つと云われるため偶像化は禁止されていたが、いつのころからか金で造られ、それぞれに神を宿すダイヤ（バプーには「アフリカの太陽」、ラアナには「神々の黄昏」）が埋め込まれていた。そのことで貴金属としての価値が高まり、他の民族から狙われる元凶となった。
暗黒神ビ・ホーと3人の娘
ドプティ同様に偶像化された暗黒神ビ・ホーと、それを守護する下級神の娘たち。暗黒神“ビ・ホー”を象徴するダイヤ「暗黒の太陽」を見た者は暗黒の民と化してしまうため、ダイヤは神像の中に埋め込まれている。3人の娘を象徴する宝石（“エメラルドのレェ・エンレン”、“ルビーのレェ・チュレイ”、“サファイアのクィ・アムナン”）は指輪にされ、その指輪をはめた者は邪悪な力に取り込まれて、ビ・ホーの復活の生贄を捧げる殺人を犯す。3人の娘は東京で邪悪な気を肥大化、バプー以上に力をつけ、指輪とビ・ホーの回収を困難にさせた。

## 書籍情報
- 少年キャプテン・コミックス・スペシャル（1991年6月発行）ISBN 4-19-831061-0 絶版